# Katastrofa lotu Avianca 203
Katastrofa lotu Avianca 203 – katastrofa lotnicza, do której doszło 27 listopada 1989 w Kolumbii podczas lotu krajowego z Bogoty do Cali. Przyczyną wypadku był zamach bombowy. Samolot wybuchł nad miastem Soacha.

## Samolot
Samolot, który uległ katastrofie to Boeing 727-21 w barwach linii lotniczych Avianca. Wcześniej był używany przez linie Pan Am. Został zbudowany w 1966 roku, tego samego roku odbył swój dziewiczy rejs. Linie Avianca zakupiły maszynę 15 listopada 1975.

## Lot
Lot 203 wystartował zgodnie z planem o 7:13. Pięć minut po starcie doszło do eksplozji na pokładzie, gdy samolot leciał z prędkością 794 km/h i znajdował się na wysokości 4km. Wybuch spowodował zapłon paliwa w centralnym zbiorniku. Świadkowie naoczni twierdzili, że doszło do eksplozji z prawej strony maszyny. Wrak został rozrzucony w promieniu 5 kilometrów wokół miasta Soacha. Zginęło 107 osób na pokładzie, a także trzy osoby na ziemi, na które spadły elementy rozerwanego samolotu.

## Następstwa
Śledztwo wykazało, że do zamachu użyto plastycznych materiałów wybuchowych. Baron narkotykowy Pablo Escobar stojący za zamachem miał nadzieję, że wybuch zabije kandydata na prezydenta Césara Gaviria przed wyborami w 1990 roku. Wbrew planowi Escobara, Gaviria nie znalazł się na pokładzie samolotu i został prezydentem Kolumbii.
Dandeny Muñoz Mosquera, główny zabójca kartelu z Medellín został skazany w wyniku śledztwa przez amerykański sąd na dziesięciokrotną karę dożywocia.